# Gnathonargus unicorn
Gnathonargus unicorn är en spindelart som först beskrevs av Banks 1892.  Gnathonargus unicorn ingår i släktet Gnathonargus och familjen täckvävarspindlar. Inga underarter finns listade i Catalogue of Life.